# 慧照寺塔
慧照寺塔位于陕西省渭南市临渭区下邽镇政府院内，俗称下邽塔，1957年被列为第二批陕西省文物保护单位，2013年被列为第七批全国重点文物保护单位。
慧照寺早已无存。慧照寺塔据传始建于晋，重修于宋，明嘉靖大地震时震毁，万历九年（1581年）重修。塔为楼阁式砖塔，平面呈方形，共九层，高30余米，塔身每层四面有门洞，其建筑风格为唐代风格。